# Platycephalus endrachtensis
Platycephalus endrachtensis is een straalvinnige vissensoort uit de familie van platkopvissen (Platycephalidae). De wetenschappelijke naam van de soort is voor het eerst geldig gepubliceerd in 1825 door Quoy & Gaimard.

## Synoniemen
- Platycephalus arenarius Ramsay & Ogilby, 1886

## Voorkomen
De soort komt voor in het oosten van de Indische Oceaan en het westen van de Grote Oceaan van Australië tot Indonesië.